# Rosario (distrito)
Rosario fue uno de los distritos que integró la subdelegación de El Rosario, en el antiguo departamento de San Fernando, provincia de Colchagua.
El territorio del distrito fue organizado por decreto del presidente José Joaquín Pérez Mascayano el 14 de agosto de 1867.

## Historia
El distrito, que ocupó el número 1.° de la subdelegación El Rosario, fue creado por decreto supremo del 14 de agosto de 1867, que divide el departamento de San Fernando en veinte subdelegaciones y numerosos distritos. El documento determina así sus límites:

Al norte y oeste, por la línea que confina por este lado a la subdelegación y se forma por el camino del Alto de la Matancilla, zanjón de la Higuera, estero del Rosario y de Los Lingues y zanjón del Guindo hasta el punto en que lo atraviesa el camino real que conduce a la Navidad; al sur, por el camino que parte desde allí a la cuesta del Cajón, el cual se seguirá hasta el punto en que desemboca la quebrada de los Nucos en el estero del Cajón, se tomará el curso inverso de aquella hasta el risco de los Siete Pedazos y enseguida la quebrada de la Tenca hasta encontrar el estero de la quebrada de la Virgen; y al este, por la corriente de este estero, aguas arriba, hasta donde nace en el rincón del Gallo, una línea recta desde este punto al zanjón del Colo, y finalmente este zanjón hasta encontrar el camino de la Matancilla.

El Decreto con Fuerza de Ley N.° 8.583 del 30 de diciembre de 1927 redistribuye el territorio del departamento de San Fernando, y los distritos se suprimen.

## Administración
La administración del territorio estaba a cargo de un inspector, quien respondía a las órdenes del subdelegado, quien tenía la potestad de nombrarlos o removerlos dando cuenta al gobernador departamental.